# 百丈路
百丈路是浙江省宁波市一条城市主干道，位于鄞州区境内，道路西起灵桥，东至邱隘镇盛莫路，其中彩虹北（南）路至盛莫路称为百丈东路，全长7.4公里。百丈路原名百丈街，形成于唐代修筑浮桥之后，因其最初为东津浮桥（即灵桥）至米行桥，全长99.7丈，故名。1934年拓建马路，从此改称百丈路。文革期间曾改名为“红卫东路”，1981年改回现名。

## 主要相交道路
西接：药行街（经灵桥跨奉化江）
- 百丈路：
  - 江东北路
  - 箕漕街（北）、大步街（南）
- 百丈东路：
  - 北：彩虹北路、南：彩虹南路
  - 北：甬港北路、南：甬港南路
  - 中兴路
  - 桑田路
  - 福明路
  - 沧海路
  - 世纪大道
  - 海晏路
  - 河清路
  - 福庆路
  - 盛莫路